# اویلسون
اویلسون (پرتغالی: Uilson؛ زادهٔ ۲۸ آوریل ۱۹۹۴) بازیکن فوتبال اهل برزیل است.
از باشگاه‌هایی که در آن بازی کرده‌است می‌توان به باشگاه فوتبال اتلتیکو مینیرو اشاره کرد.